# Frederick Sleigh Roberts
Frederick Sleigh Roberts, 1st Earl Roberts Bt, VC, KG, KP, GCB, OM, GCSI, GCIE, PC, britanski feldmaršal, * 30. september 1832, † 14. november 1914.
Med drugim je bil:
- vrhovni poveljnik, Indija (1885–1893),
- vrhovni poveljnik, Irska (1895–1900) in
- vrhovni poveljnik Britanske kopenske vojske (1900-04).